# Alsodes gargola
Alsodes gargola är en groddjursart som beskrevs av José María Alfono Félix Gallardo 1970. Alsodes gargola ingår i släktet Alsodes och familjen Cycloramphidae. IUCN kategoriserar arten globalt som livskraftig. Inga underarter finns listade i Catalogue of Life.